# La Prénessaye
La Prénessaye [la pʁenəsɛ] est une commune française située dans le département des Côtes-d'Armor en région Bretagne.

## Géographie
La Prénessaye se situe dans les Côtes-d'Armor, entre Plémet et Loudéac . Elle est desservie par la RN 164 .
| La Motte      | Plessala      | Laurenan |
| Loudéac       | La Prénessaye | Plémet   |
| Saint-Barnabé |               | Plémet   |

### Hydrographie
Pour un article plus général, voir Réseau hydrographique des Côtes-d'Armor.
La commune est située dans le bassin Loire-Bretagne. Elle est drainée par le Lié, le Frameux et un autre petit cours d'eau,.
Le Lié, d'une longueur de 61 km, prend sa source dans la commune de Plœuc-L'Hermitage et se jette  dans l'Oust à Forges de Lanouée, après avoir traversé 15 communes.  Les caractéristiques hydrologiques du Lié sont données par la station hydrologique située sur la commune. Le débit moyen mensuel est de 3,48 m3/s. Le débit moyen journalier maximum est de 52,3 m3/s, atteint lors de la crue du 5 janvier 2001. Le débit instantané maximal est quant à lui de 76,4 m3/s, atteint le 12 février 1988.

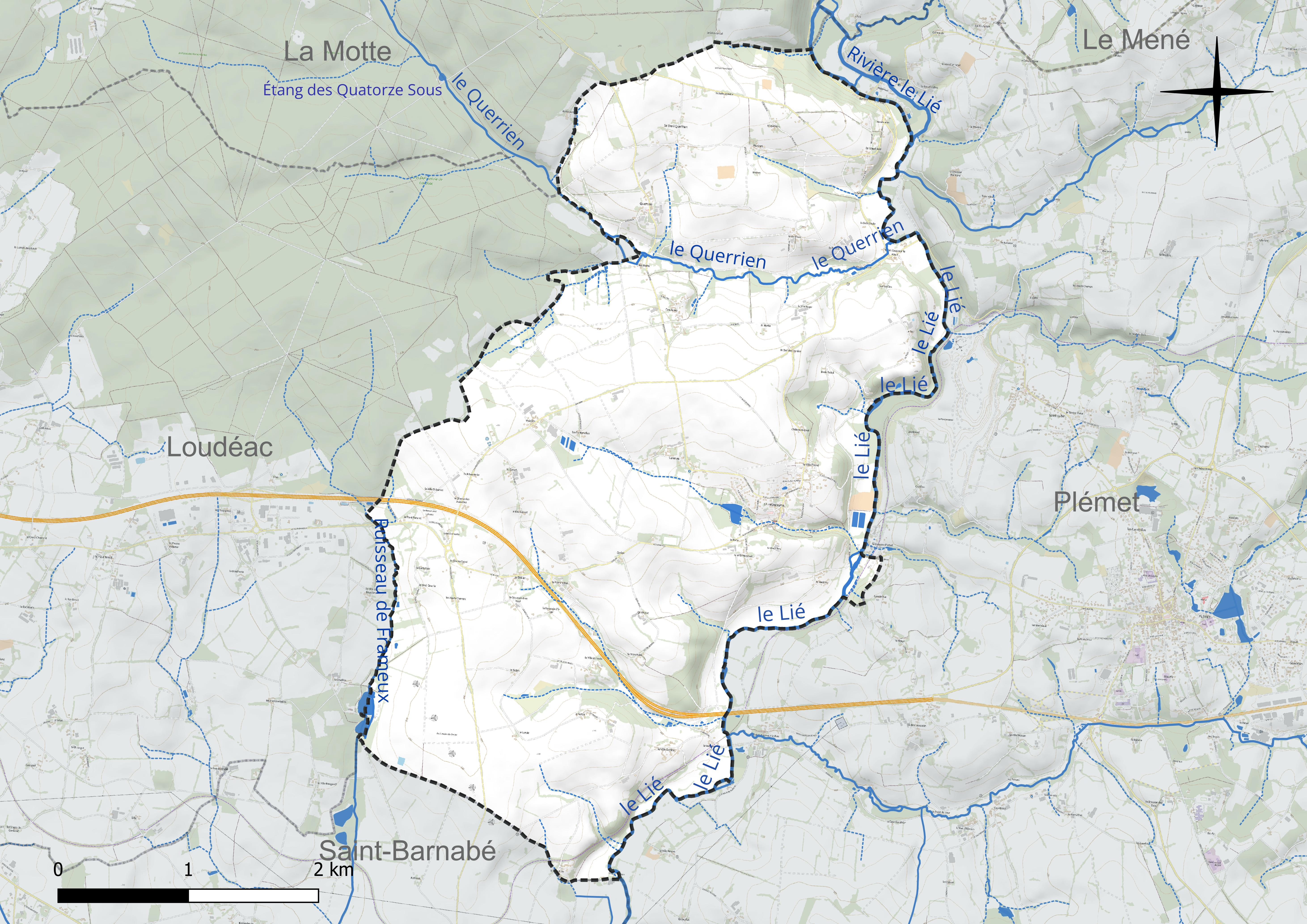
Réseau hydrographique de la Prénessaye.

### Climat
Pour des articles plus généraux, voir Climat de la Bretagne et Climat des Côtes-d'Armor.
En 2010, le climat de la commune est de type climat océanique franc, selon une étude du CNRS s'appuyant sur une série de données couvrant la période 1971-2000. En 2020, Météo-France publie une typologie des climats de la France métropolitaine dans laquelle la commune est exposée à un climat océanique et est dans la région climatique  Finistère nord, caractérisée par une pluviométrie élevée, des températures douces en hiver (6 °C), fraîches en été et des vents forts. Parallèlement l'observatoire de l'environnement en Bretagne publie en 2020 un zonage climatique de la région Bretagne, s'appuyant sur des données de Météo-France de 2009. La commune est, selon ce zonage, dans la zone « Intérieur », exposée à un climat médian, à dominante océanique.  
Pour la période 1971-2000, la température annuelle moyenne est de 11 °C, avec une amplitude thermique annuelle de 12 °C. Le cumul annuel moyen de précipitations est de 832 mm, avec 13,4 jours de précipitations en janvier et 6,7 jours en juillet. Pour la période 1991-2020, la température moyenne annuelle observée sur la station météorologique la plus proche, située sur la commune de Loudéac à 9 km à vol d'oiseau, est de 11,5 °C et le cumul annuel moyen de précipitations est de 922,6 mm,. Pour l'avenir, les paramètres climatiques de la commune estimés pour 2050 selon différents scénarios d'émission de gaz à effet de serre sont consultables sur un site dédié publié par Météo-France en novembre 2022.

## Urbanisme

### Typologie
Au 1er janvier 2024, La Prénessaye est catégorisée commune rurale à habitat dispersé, selon la nouvelle grille communale de densité à 7 niveaux définie par l'Insee en 2022.
Elle est située hors unité urbaine. Par ailleurs la commune fait partie de l'aire d'attraction de Loudéac, dont elle est une commune de la couronne,. Cette aire, qui regroupe 22 communes, est catégorisée dans les aires de moins de 50 000 habitants,.

### Occupation des sols
L'occupation des sols de la commune, telle qu'elle ressort de la base de données européenne d’occupation biophysique des sols Corine Land Cover (CLC), est marquée par l'importance des territoires agricoles (96,4 % en 2018), une proportion identique à celle de 1990 (96,4 %). La répartition détaillée en 2018 est la suivante : 
terres arables (62,2 %), zones agricoles hétérogènes (25,6 %), prairies (8,6 %), zones urbanisées (1,8 %), forêts (1,7 %). L'évolution de l’occupation des sols de la commune et de ses infrastructures peut être observée sur les différentes représentations cartographiques du territoire : la carte de Cassini (XVIIIe siècle), la carte d'état-major (1820-1866) et les cartes ou photos aériennes de l'IGN pour la période actuelle (1950 à aujourd'hui).

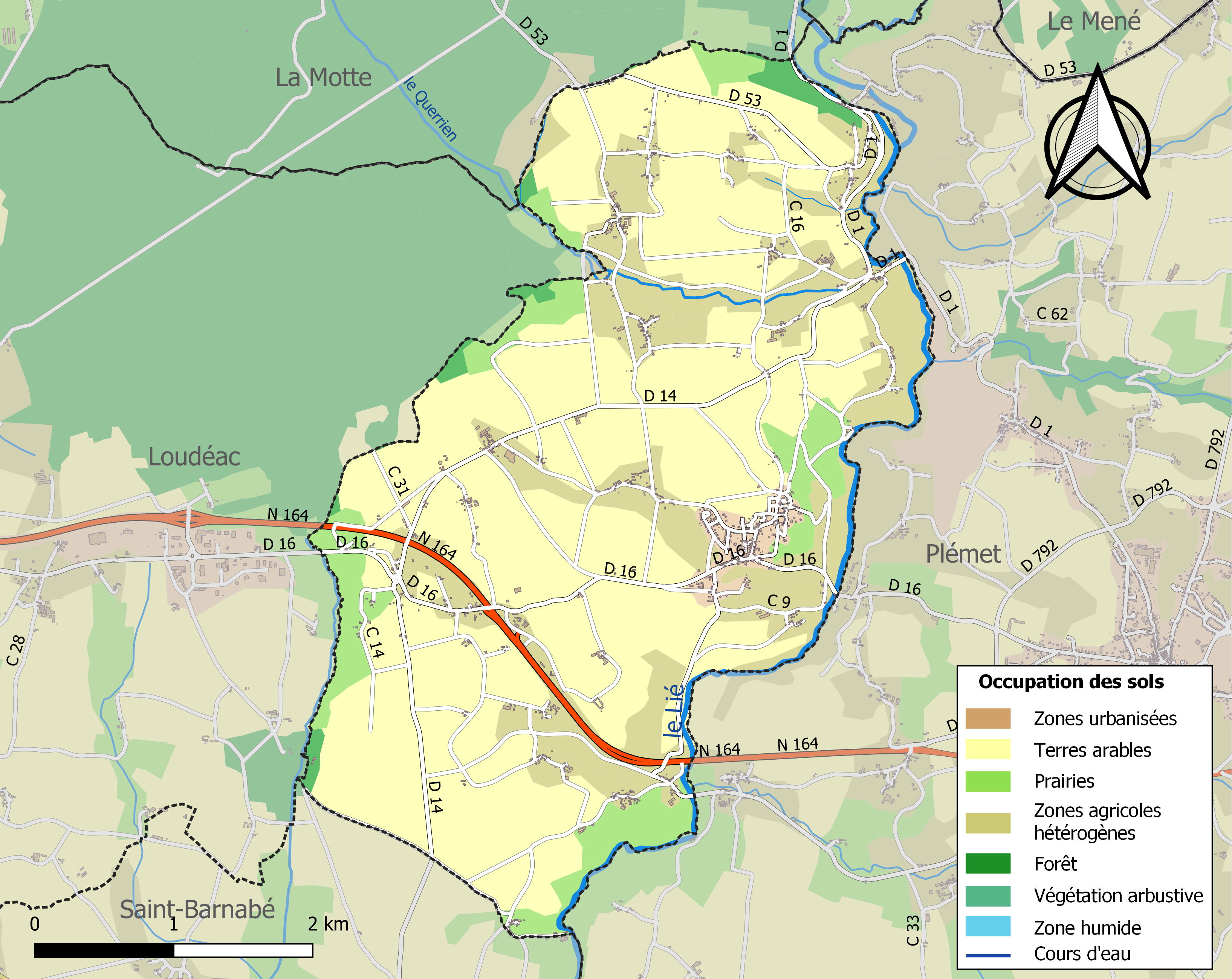
Carte des infrastructures et de l'occupation des sols de la commune en 2018 (CLC).

## Toponymie
Le nom de la localité est attesté sous les formes capella de Perenessata en 1263, Parrochia de la Prenessois en 1312, ecclesia de Penesseia vers 1330, La Pennesaie en 1426, Prenessaye en 1441, La Pernesaye en 1473, La Preneessaye en 1489, La Prenessaye en 1480, 1514, 1536 et en 1569.
La Prénessaye vient de Perennes ou Perenesius, abbé de Redon de 1045 à 1061.
La Prénessaye (Perenessata) a seulement été une chapelle en 1263.
La Pernessâ et La Prenonsâ en gallo.

## Histoire

### Le Moyen Âge
La Pennessaie, diocèse de Saint-Brieuc, a le titre de paroisse dès 1427 mais avait une église depuis 1330. La Prénessaie devint paroisse entre 1263 et 1427, probablement dès le XIVe siècle.
En 1652, la jeune Jeanne Courtel, sourde et muette de naissance, rentre chez elle guérie et sachant parler. Elle déclare avoir vu la Vierge Marie. Après enquête de l'évêque du lieu Mgr Denis de La Barde, une chapelle est construite près de la fontaine Saint-Gall, la chapelle Notre-Dame-de-Toute-Aide de Querrien devient rapidement un lieu de pèlerinage qui attire une foule croissante.

### LeXXesiècle

#### Les guerres duXXesiècle
Le monument aux Morts porte les noms des 98 soldats morts pour la Patrie :
- 89 sont morts durant la Première Guerre mondiale.
- 8 sont morts durant la Seconde Guerre mondiale.
- 1 est mort durant la Guerre d'Algérie.

## Démographie
L'évolution du nombre d'habitants est connue à travers les recensements de la population effectués dans la commune depuis 1793. Pour les communes de moins de 10 000 habitants, une enquête de recensement portant sur toute la population est réalisée tous les cinq ans, les populations de référence des années intermédiaires étant quant à elles estimées par interpolation ou extrapolation. Pour la commune, le premier recensement exhaustif entrant dans le cadre du nouveau dispositif a été réalisé en 2004.

En 2022, la commune comptait 870 habitants, en évolution de −2,36 % par rapport à 2016 (Côtes-d'Armor : +1,78 %, France hors Mayotte : +2,11 %).
| 1793  | 1800  | 1806  | 1821  | 1831  | 1836  | 1841  | 1846  | 1851  |
| ----- | ----- | ----- | ----- | ----- | ----- | ----- | ----- | ----- |
| 1 710 | 1 567 | 1 524 | 1 584 | 1 771 | 1 699 | 1 647 | 1 765 | 1 695 |

| 1856  | 1861  | 1866  | 1872  | 1876  | 1881  | 1886  | 1891  | 1896  |
| ----- | ----- | ----- | ----- | ----- | ----- | ----- | ----- | ----- |
| 1 616 | 1 640 | 1 766 | 1 568 | 1 675 | 1 655 | 1 607 | 1 640 | 1 511 |

| 1901  | 1906  | 1911  | 1921  | 1926  | 1931  | 1936  | 1946  | 1954 |
| ----- | ----- | ----- | ----- | ----- | ----- | ----- | ----- | ---- |
| 1 524 | 1 454 | 1 344 | 1 268 | 1 201 | 1 193 | 1 237 | 1 082 | 993  |

| 1962 | 1968 | 1975 | 1982 | 1990 | 1999 | 2004 | 2006 | 2009 |
| ---- | ---- | ---- | ---- | ---- | ---- | ---- | ---- | ---- |
| 942  | 845  | 737  | 791  | 854  | 858  | 829  | 818  | 842  |

| 2014 | 2019 | 2022 | - | - | - | - | - | - |
| ---- | ---- | ---- | - | - | - | - | - | - |
| 877  | 879  | 870  | - | - | - | - | - | - |

## Lieux et monuments

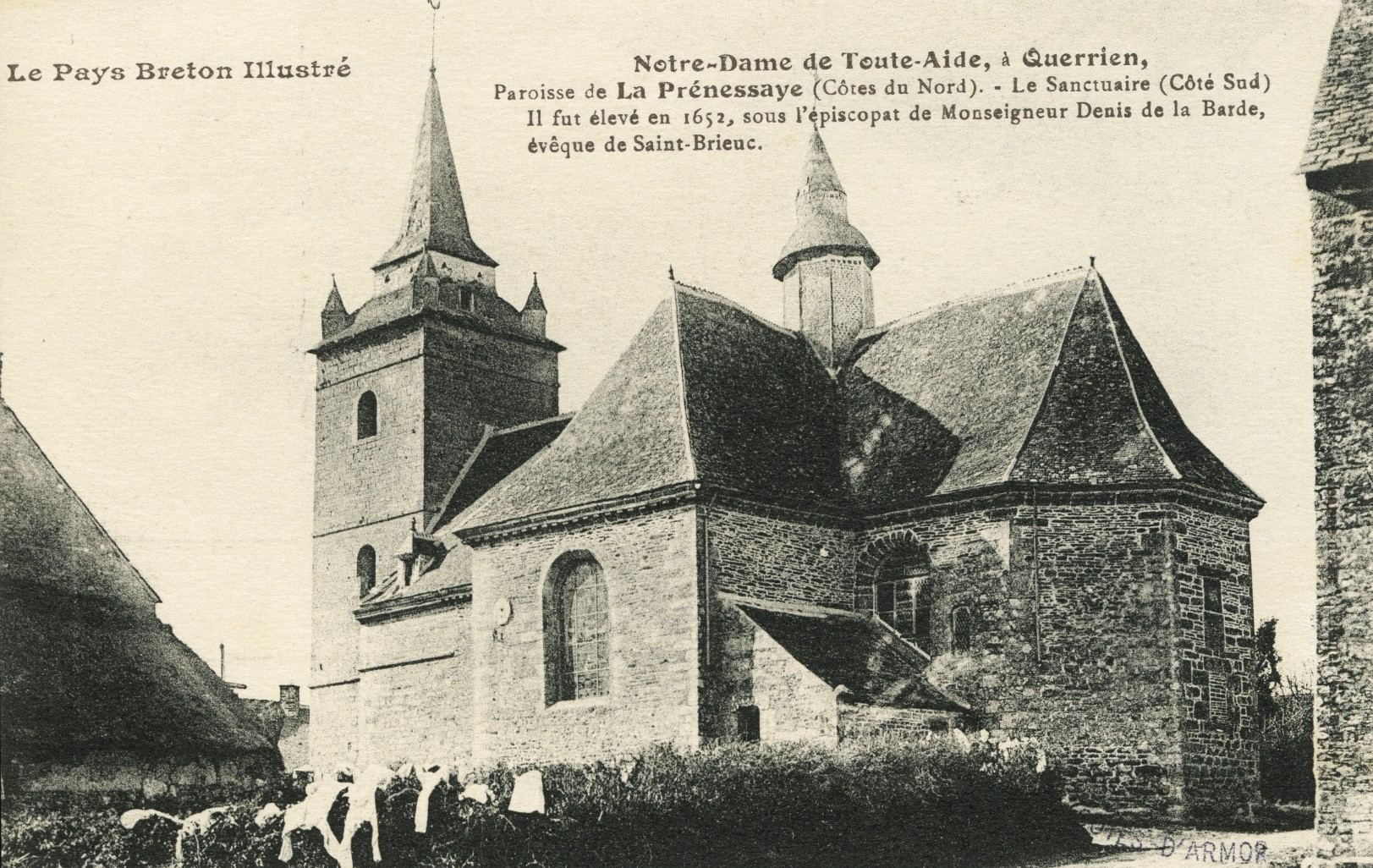
Carte postale de Notre-Dame de Toute-Aide, années 1920 - AD22, 16FI4531

- La chapelle Notre-Dame-de-Toute-Aide de Querrien, construite en 1652 à la suite des apparitions mariales de Querrien  (1652-1656 côté du chœur ; 1719-1790 côté du clocher et sacristie). Elle est le but d'un pèlerinage qui a lieu le 2e dimanche de septembre et le 15 août. Plus de 70 000 pèlerins s'y rendent chaque année[26],[27].
- L'église Saint-Jean-Baptiste, construite en 1848-1853 par l'architecte Alphonse Guépin, possède à l'ouest une porte du XVe siècle.
- L'enceinte dite des douves à Saint-Sauveur-le-haut dont il ne reste plus aujourd'hui qu'un pan de mur et quelques pierres éparses.
- Le château de la Tronchaie dont il ne subsiste que le porche modifié.

## Personnalités liées à la commune
- Marie Briand (1870-1955), en religion Mère Marie Agnès, missionnaire mariste aux îles Fidji, née à La Prénessaye.